# Christian Bassogog
Christian Mougang Bassogog, född 18 oktober 1995, är en kamerunsk fotbollsspelare som spelar för kinesiska Shanghai Shenhua.

## Klubbkarriär
Bassogog började spela fotboll i kamerunska Rainbow FC. I april 2015 värvades han av amerikanska Wilmington Hammerheads. Bassogog spelade 16 matcher för klubben i United Soccer League 2015.
I augusti 2015 värvades Bassogog av danska AaB. Bassogog debuterade den 29 september 2015 i den tredje omgången av Danska cupen mot Lystrup IF (4–0-vinst), där han blev inbytt i den 62:a minuten mot Nicolaj Thomsen. Den 29 februari 2016 gjorde Bassogog sin debut i Superligaen i en 1–1-match mot FC Midtjylland, där han blev inbytt i den 77:e minuten mot Lukas Spalvis. Under sin första säsong i AaB spelade Bassogog nio ligamatcher, varav endast en från start. Under sin andra säsong i klubben spelade han 21 ligamatcher och gjorde fyra mål.
I februari 2017 värvades Bassogog av kinesiska Henan Jianye. Han spelade 24 matcher och gjorde 10 mål i Chinese Super League 2017. I februari 2021 värvades Bassogog av Shanghai Shenhua.

## Landslagskarriär
Bassogog debuterade för Kameruns U23-landslag i en match mot Sydafrika 2016. Han spelade även en match mot Marocko den 6 oktober 2016.
Bassogog debuterade för Kameruns A-landslag den 12 november 2016 i en 1–1-match mot Zambia, där han blev inbytt i den 82:a minuten mot Karl Toko Ekambi. I januari 2017 blev Bassogog uttagen i Kameruns trupp till Afrikanska mästerskapet 2017. Han startade i samtliga av Kameruns sex matcher i turneringen och gjorde ett mål i semifinalen mot Ghana. Kamerun vann guld efter att ha besegrat Egypten med 2–1 i finalen. Bassogog utsågs därefter till "Turneringens bästa spelare".
I december 2021 blev Bassogog uttagen i Kameruns trupp till Afrikanska mästerskapet 2021. I november 2022 blev han uttagen i Kameruns trupp till VM 2022.